# Alexander William Roberts

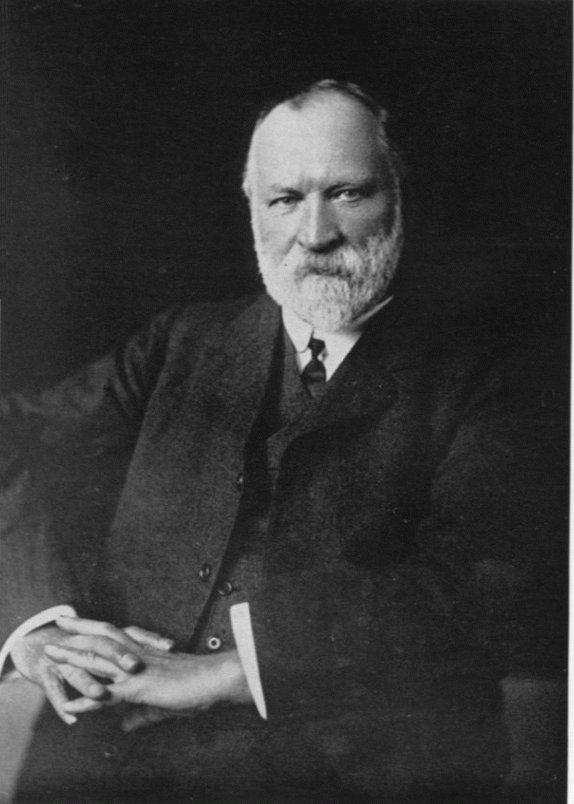
Alexander William Roberts

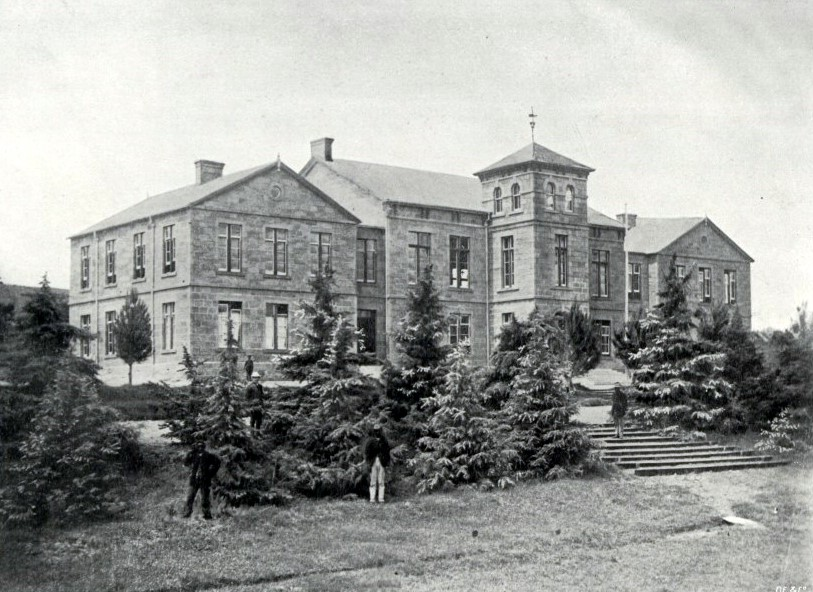
Missionsstation Lovedale

Alexander William Roberts (* 4. Dezember 1857 in Farr (Sutherland); † 27. Januar 1938 in Alice (Südafrika)) war ein schottisch-stämmiger Missionsschullehrer, Astronom und Politiker in Südafrika.

## Leben
Alexander William Roberts kam am 4. Dezember 1857 als Sohn des Arbeiters John Roberts und dessen Frau Ann Roberts, geborene Morrison, in Farr zur Welt.:7 Die Familie zog nach Leith, wo er seine Schulausbildung erhielt.
1878 ergriff er den Lehrerberuf und trat eine Stelle in Wick (Caithness), im äußersten Norden Schottlands, an. Dort lernte er seine spätere Frau Elizabeth Dunnett kennen.
1881 schrieb er sich zur weiteren Ausbildung an der Universität von Edinburgh ein. Roberts war mit Fergusons Hauptwerk über die Astronomie auf Basis der Newtonschen Prinzipien vertraut und strebte eine astronomische Karriere an, scheiterte aber 1882 mit einer Bewerbung auf eine Assistentenstelle am Royal Observatory Edinburgh.

## Lovedale und Astronomie
Im Jahre 1883 emigrierte Roberts nach Südafrika und nahm eine Stelle an der Missionsschule Lovedale Mission der Free Church of Scotland nördlich von Alice an, wo er über 30 Jahre lang, unterbrochen nur von Heimaturlauben, unterrichtete und auch in der Lehrerausbildung aktiv war. 1884 folgte ihm Elizabeth Dunnett, sie heirateten und hatten drei Kinder. In Lovedale konnte er in seiner Freizeit seiner astronomischen Leidenschaft nachgehen. Ausgerüstet mit einem Theodolit und einem Binokular vermaß er Sternpositionen und relative Helligkeiten der Sterne, 1891 richtete er sich in ein kleines Observatorium ein.
Seit 1900 verfügte er über ein 2-Zoll-Teleskop des Herstellers T. Cooke & Sons aus York, 1912 verschaffte er sich leihweise ein 4-Zoll-Photometer. Die von ihm beobachteten Sterne lagen hauptsächlich südlich einer Deklination von −30°.
Er beobachtete zahlreiche veränderliche Sterne, ihm gelang sogar die Entdeckung mehrerer neuer Veränderlicher.
Da die Anzahl der bekannten Veränderlichen des Südhimmels wuchs, riet ihm der befreundete Astronom David Gill vom königlichen Observatorium am Kap der Guten Hoffnung, sich auf Bedeckungsveränderliche zu konzentrieren.  Er erforschte nicht nur deren Lichtkurven, sondern auch Bahnelemente und andere Eigenschaften, beispielhaft seien hier nur zwei seiner zahlreichen Publikationen genannt: Orbit of α Centauri (Die Bahn von α Centauri) oder Density of Close Double Stars (Die Dichte naher Doppelsterne), in deren letzterer er die Dichten von vier Algolsternen untersuchte.:169ff Viele seiner Beobachtungen blieben unveröffentlicht, erst 2004 digitalisierte die American Association of Variable Star Observers gut 70.000 seiner Beobachtungen und nahm sie in ihren Datenbestand auf.

## Politik
Schon 1903, als er vorübergehend die Missionsschule leitete, hatte Roberts erste Kontakte zur South African Native Affairs Commission, kurz NAC, einer Kommission für die Belange der einheimischen Bevölkerung, war aber bis zum Jahr vor dem Ersten Weltkrieg nicht politisch aktiv.:79 1913 wurde er Mitglied des Stadtrats von Alice. 1915 lernte er Thomas Smartt, den Parteiführer der Unionist Party, kennen, über den er 1917 mit John Xavier Merriman, dem früheren Premierminister der Kapkolonie, bekannt wurde.:82 1920 wurde er Senator und betätigte sich in der NAC.:100 So war er 1921 an den Verhandlungen mit dem religiösen Sektenführer Enoch Mgijima beteiligt, konnte aber das Massaker von Bulhoek, bei dem fast 200 Anhänger der Sekte getötet wurden, nicht verhindern.:104 Als 1922 die NAC den Bericht zur Bondelswart-Rebellion erstellen sollte, wurden seine regierungskritischen Anmerkungen nicht in den Abschlussbericht aufgenommen.:109
Die NAC war auch an der Erarbeitung des Native Urban Areas Act beteiligt, worin die Aufenthaltsbedingungen der schwarzen Bevölkerung in Städten geregelt wurden, was als Einstieg in die Apartheidspolitik gilt. Roberts Forderung, dass die weißen Arbeitgeber die erforderlichen öffentlichen Einrichtungen finanzieren sollten, wurde aus dem Entwurf gestrichen.:112
Nach Smuts Abwahl 1924 blieb Roberts auch unter dessen Nachfolger Hertzog Senator in der NAC, diese aber wurde zusehends zu einem Sprachrohr der Regierung. Ab 1926 dienten die öffentlichen Anhörungen nur noch der Vermittlung von Hertzogs Gesetzesvorhaben.:131 Nach dessen Wiederwahl 1929 verlor Roberts seinen Senatsposten, blieb aber nach Auslaufen seiner NAC-Amtszeit auf Hertzogs Bitte hin Mitglied der Kommission, die allerdings in den 1930er Jahren in Bedeutungslosigkeit versank.:134f
Roberts hatte zwei Arbeiten zur „Eingeborenenfrage“ (Native Question) veröffentlicht, aus denen im Folgenden zitiert wird:
In Certain Aspects of the Native Question (Einige Aspekte der Eingeborenenfrage) aus dem Jahre 1922 schrieb Roberts zwar von „Rassen“ und „Rassenbewusstsein“, führte die Unterschiede zwischen weiß und schwarz aber auf Anpassungszwänge der „Eingeborenen“ (Natives) in Lebensweise, Wirtschaft und Bildung zurück und benannte die Bedürfnisse der „weißen Rasse“ als Grund für diesen Anpassungsdruck.:99
Durch Bildung und Angleichung in Nahrung und Lebensumständen entstünde unter uns eine neue „Kaffernrasse“.:99
Er warb für ein gegenseitiges Verständnis.:99 Die Erfordernisse des europäischen Handels seien die Ursache für die Einwanderung der Einheimischen in die industriellen und städtischen Gebiete.:100
Er zitierte entgegengesetzte Positionen, die er von vernünftigen und warmherzigen Menschen kenne, nämlich „Gebt den Einheimischen die gleichen Rechte wie den weißen Bürgern Südafrikas.“ und „Die Einheimischen sollten keine politischen Vorrechte gleich welcher Art haben, dies ist ein Land der Weißen.“ Die Wahrheit müsse irgendwo dazwischen liegen.:103
Er schloss mit der Forderung nach einem besseren Verständnis der „Rassen“ untereinander, hielt ein perfektes Verständnis aber für unmöglich, da Traditionen, Sitten, Glauben und Sprache dem im Wege stünden. Man solle allerdings so weit kommen, dass man sich nicht mehr als Fremde sähe, was zu oft der Fall wäre.:104
In A Statistical Inquiry into the Population Problem in South Africa (Eine statistische Untersuchung des Bevölkerungsproblems in Südafrika) aus dem Jahre 1926 untersuchte Roberts die Wachstumsraten der „Rassen“. Für die „weiße Rasse“ stellte er einen Rückgang der Wachstumsrate von unter 2 % fest. Das könnte nur eine vorübergehende Phase sein, wäre aber beunruhigend für alle, die das Wohl Südafrikas wünschten.:229
Er zitierte den Sozialdarwinisten Benjamin Kidd: „Die schwachen Rassen verschwinden vor den stärkeren, allein durch die Auswirkungen des Kontakts“.:234
Die Wachstumsrate der einheimischen Bevölkerung liege bei 2,4 %, falle aber achtmal so schnell wie die Wachstumsrate der weißen Bevölkerung. Ursachen sah er in einem zunehmenden Trend Richtung Stadt, wo die Kindersterblichkeit höher sei, in der Abnahme der Polygamie, geänderten wirtschaftlichen, häuslichen und Migrationsbedingungen sowie in der stetigen Verelendung auf dem Land.:244
Der Historiker Keith Snedegar schreibt Roberts in der unten genannten Biografie eine liberale Gesinnung zu, er habe sich nur widerwillig mit der Rassentrennung arrangiert.:1 Er hätte eine Assimilation der Afrikaner an die Europäer einer Rassentrennung vorgezogen, denn Südafrika könne nur eine Zivilisation haben, nämlich die westliche.:137 Er konnte sich nicht dazu durchringen, das ungerechte System, an dem er sich mitschuldig gemacht hatte, öffentlich in Frage zu stellen.:150
1935 beendete Roberts seine NAC-Tätigkeit und zog sich mit seiner Frau in ein zuvor erworbenes Haus in Alice zurück. Seine Gesundheit verschlechterte sich und er starb am 27. Januar 1938 im Alter von 80 Jahren an einer Hirnblutung.:152

## Ehrungen
- 1894 wurde Roberts zum Fellow der Royal Astronomical Society.[9]
- 1898 wurde Roberts zum Fellow der Royal Society of Edinburgh.[9]
- Roberts erhielt einen Doktortitel von der University of the Cape of Good Hope.[1]:39
- 1925 war Roberts der Vertreter Südafrikas auf der 2. Generalversammlung der Internationalen Astronomischen Union.[1]:116
- Der 1966 entdeckte Asteroid (11781) Alexroberts ist nach Alexander Roberts benannt.[10]
- Im Jahre 1970 wurde der Mondkrater Roberts von der IAU offiziell nach Alexander William Roberts und dem walisischen Astronomen Isaac Roberts benannt.[11]